# Томашгород
Томашго́род — деревня в Сарненском районе Ровненской области Украины.

## История
Селение являлось местечком Ровенского уезда Волынской губернии Российской империи, к началу XX века здесь насчитывалось 655 жителей.
В январе 1918 года в селении была установлена Советская власть, однако вскоре его оккупировали австро-немецкие войска, которые оставались здесь до ноября 1918 года. В дальнейшем Томашгород оказался в зоне боевых действий гражданской войны. После окончания советско-польской войны в соответствии с Рижским мирным договором в 1921—1939 гг. поселение входило в Сарненский повет Волынского воеводства Польши.
В ходе Великой Отечественной войны с 1941 до 1944 года находился под немецкой оккупацией.
В 1960 году населённый пункт получил статус посёлка городского типа. В 1970е годы основой экономики посёлка являлась добыча гранита. Здесь действовали щебёночные и камнедробильные заводы.
В январе 1989 года численность населения составляла 2700 человек.
В мае 1995 года Кабинет министров Украины утвердил решение о приватизации находившихся здесь спецкарьера и щебневого завода, в июле 1995 года было утверждено решение о приватизации совхоза.
По состоянию на 1 января 2013 года численность населения составляла 2377 человек.

## Транспорт
Железнодорожная станция Томашгород на линии Сарны — Коростень.

## Местная власть
34200, Ровненская обл., Сарненский р-н, пгт Рокитное, ул. Независимости, 15.